# Campeonato Brasileiro de Futebol de 1937
O Campeonato Brasileiro de Futebol de 1937, originalmente conhecido como Torneio dos Campeões, foi a edição inaugural do novo modelo do Campeonato Nacional organizado pela Federação Brasileira de Football (FBF), sendo a primeira edição do Campeonato Brasileiro, conforme unificação oficializada pela CBF em 2023. Foi vencido pelo Clube Atlético Mineiro, que conquistou seu primeiro título brasileiro da história.
Foi o quarto torneio nacional da FBF, sucedendo as três edições do Campeonato Brasileiro de Seleções Estaduais (CBSE) organizado por esta (a CBD também organizava seu próprio CBSE), entre 1933 e 1935, cujo nome oficial era "Campeonato Brasileiro de Futebol". O Correio da Manhã (RJ), em janeiro de 1937, tratou a nova competição como "1º Torneio dos Campeões" e como um novo modelo, substituindo o antigo sistema, em que o "título máximo" era definido entre seleções. Já o Correio de S. Paulo, de 7 de janeiro de 1937, usou a nomenclatura "III Campeonato Brasileiro de Futebol" (houve antes duas disputas de clubes organizadas pela FBF e tratadas pelo periódico como títulos nacionais e brasileiros, atualmente contabilizadas como as duas primeiras edições do Torneio Rio-São Paulo). A nomenclatura "Torneio dos Campeões", pela qual ficou conhecida, também foi usada pelo Jornal dos Sports. Independentemente do nome oficial, como o torneio de 1937 foi uma competição de clubes, os quais não representavam seleções estaduais, não é considerado uma edição do CBSE, mas um outro campeonato, que substituiu o de selecionados naquele ano.
Assim, foi o primeiro campeonato nacional de cunho profissional disputado pelos clubes do futebol brasileiro. O Campeonato Brasileiro de Clubes Campeões de 1920, triangular organizado pela CBD, é tido como o primeiro certame nacional, mas foi jogado sob o sistema amador. Este foi jogado em turno único, tendo o Estádio das Laranjeiras como sede, somando apenas 3 jogos, havendo triunfo do Paulistano. O torneio de 1937, por sua vez, teve como fase principal um quadrangular de dois turnos, além de dois jogos em fase prévia, somando 14 jogos. São competições distintas.
O campeonato teve grande repercussão à época, sendo destacado em veículos de mídia de vários estados, como Rio de Janeiro, São Paulo, Minas Gerais, Paraná, Pernambuco e Santa Catarina. Em dezembro de 1950, antes da partida contra o Stade Français no Parc des Princes, o Le Monde estampou em seu caderno de esportes: “Stade Français, contra o campeão brasileiro”, em referência ao título de 1937. Em 1971, após o Atlético conquistar o I Campeonato Nacional de Clubes (que de 1976 a 2010 foi considerado como primeira edição do Brasileirão, tornando-se a 15ª, sendo desde 2023 a 16ª), o jornal O Globo afirmou que o clube mineiro teria sido campeão nacional pela primeira vez em 1937.
No dia 25 de agosto de 2023, o Torneio dos Campeões foi homologado pela CBF como a primeira edição do Campeonato Brasileiro. O Atlético enviou um dossiê para a CBF em 2022, após a conquista do Brasileirão do ano anterior, solicitando a unificação da conquista de 1937. Foi feito o mesmo reconhecimento dado pela entidade em 2010, quando esta passou a considerar os campeões da Taça Brasil e do Torneio Roberto Gomes Pedrosa/Taça de Prata como campeões brasileiros.

## História

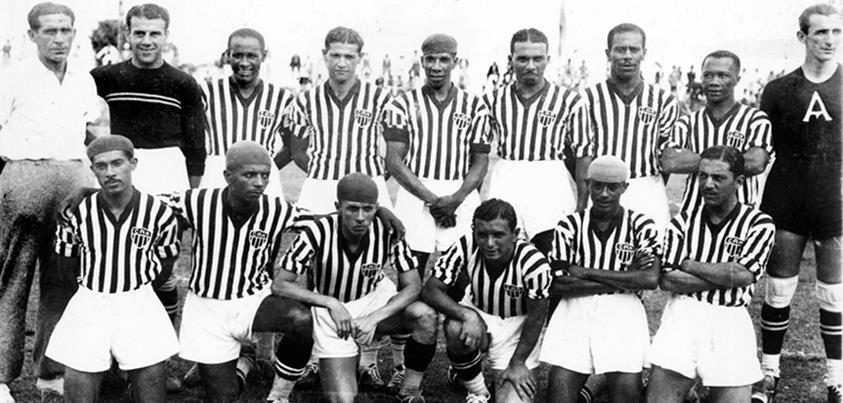
Elenco do Atlético, primeiro campeão brasileiro. Em pé, da esquerda para a direita: Floriano Peixoto (técnico), Kafunga, Florindo, Zezé Procópio, Lola, Bala, Alcindo, Quim, Clóvis; agachados: Paulista, Alfredo, Guará, Nicola, Rezende e Elair.

A competição foi organizada pela Federação Brasileira de Football (FBF), a associação profissional da década de 1930 no Brasil, quando o movimento de profissionalização começou a emanar. A FBF tinha como filiados os clubes que adotaram o regime profissional, enquanto a CBD (atual CBF) resguardava o futebol amador e, também, geria a Seleção Brasileira. A discussão, entre outros motivos, era em função das exigências de prêmios e remuneração devidas aos jogadores profissionais.
Nesse contexto, em 1937, a FBF, que já havia realizado três edições de seu Campeonato Brasileiro de Seleções Estaduais (1933 a 1935), por estar pressionada financeiramente, optou por reunir os clubes campeões estaduais de 1936 das suas ligas filiadas. Dessa forma, substituiu sua competição de seleções por uma competição de clubes, que foi tida como campeonato nacional, diante da ausência do campeonato de selecionados naquele ano. Entre 1937 e 1938, a FBF e a CBD passaram por um processo de pacificação, sendo a edição de 1938 do campeonato de seleções a primeira após a vinculação daquela a esta. "O CBSE (Campeonato Brasileiro de Seleções) voltou a ser disputado no final de 1938, até março de 1939 (...). Em agosto de 1938, a FBF abandonou a ideia de um campeonato de clubes campeões estaduais e confirmou o CBSE”, conforme o pesquisador Rodrigo Guimarães Saturnino Braga. A FBF foi extinta em 1941, tendo a CBD ratificado seus atos.
Participaram seis equipes de cinco estados e duas regiões do Brasil, conforme divisão regional que perdurou de 1913 a 1938: antigo Distrito Federal, antigo Rio de Janeiro, Minas Gerais e Espírito Santo, estados da Região Oriental; e São Paulo, estado da Região Meridional. Os participantes foram: Fluminense, campeão carioca de 1936 (LCF); a Portuguesa, campeã paulista de 1936 (APEA); o Atlético, campeão mineiro de 1936; o Rio Branco, campeão capixaba de 1936; o Aliança, campeão campista de 1936; e a Liga de Sports da Marinha (LSM), equipe convidada, dirigida pelo famoso técnico húngaro Nicolas Ladanyi. A LSM, fundada em 1915, é a origem do atual CEFAN e era subordinada a então Diretoria do Pessoal da Marinha do Brasil. O Aliança foi tricampeão campista, de 1936 a 1938, sendo ligado à Usina do Queimado; foi fundado em 1932 e extinto em 1946.
O Fluminense foi apontado pela mídia esportiva da época como o candidato favorito ao título. O Tricolor Carioca contava com grandes estrelas do clube em sua escalação, como Batatais, Carlos Brant, Preguinho, Russo, Romeu Pellicciari e Hércules, entre outras. A mídia tratava aquela formação, tendo vários jogadores criados no futebol paulista, como a mais forte do Brasil. Para muitos, esse foi o melhor time da história do Fluminense, e foi com esse esquadrão que o clube conquistou o Torneio Aberto de 1935 e o Campeonato Carioca de 1936 da LCF (Liga Carioca de Futebol Profissional), derrotando, na final deste último, o Flamengo de Leônidas da Silva e Domingos da Guia, jogando como "o campeão carioca" no Torneio dos Campeões de 1937. A imprensa ressaltava que o principal rival do time carioca na briga pelo título seria o Atlético, que também contava com jogadores de renome nacional, como Kafunga, Zezé Procópio, Luiz Bazzoni e Guará.
Jogadores presentes naquela campanha ainda figuram entre os maiores goleadores e com mais partidas pelo clube mineiro (filiado ao profissionalismo em 1933), casos do goleiro Kafunga, que ficou 20 anos no clube, e do atacante Guará (homenageado com o Troféu Guará), que é o quarto maior artilheiro da história do Galo, com 168 gols.
Atlético e Fluminense protagonizaram a grande rivalidade do torneio. Na primeira rodada, os cariocas derrotaram os mineiros por 6 a 0 no Estádio das Laranjeiras (curiosamente, no Brasileirão seguinte, em 1959, o campeão também sofreria a maior goleada: 6 a 0 em favor do Sport sobre o Bahia). No returno, em partida realizada no Estádio de Lourdes, o Atlético venceu por 4 a 1. O jogo definidor da conquista se deu contra o Rio Branco, uma vitória do Galo pelo placar de 5 a 1, que em 3 de fevereiro de 1937, em BH, conquistou o "título de campeão dos campeões" antecipadamente, conforme destaca o Jornal do Brasil do dia seguinte. O time mineiro jogou a última partida do torneio já na situação de campeão; contra a Portuguesa, fora de casa, ganhou por 3 a 2. Foi a única vitória de um visitante nos 12 jogos do quadrangular. Após seis rodadas, o time mineiro conseguiu quatro vitórias, um empate e uma derrota. O título teve repercussão nacional.
O Rio Branco foi o terceiro colocado, possuindo a melhor posição de um clube capixaba no Campeonato Brasileiro (a melhor campanha a partir de 1959 também foi do Brancão, em 1963, quando ficou em 7° lugar).
A segunda edição do Campeonato Brasileiro ocorreria 22 anos depois, em 1959, sob a jurisdição da CBD, tida como antecessora direta da CBF. Desde então, o campeonato nunca foi interrompido. O ganhador só voltaria a ser definido após um quadrangular final em 1967, no I Torneio Roberto Gomes Pedrosa.
A logística era o maior problema na organização do futebol brasileiro na década de 30. O tamanho continental do país ainda inviabilizava a disputa com clubes de norte a sul. Em 1937, a aviação comercial brasileira completara apenas 10 anos, haviam poucas rodovias e navios levavam várias semanas para atravessar de uma ponta a outra.
Dado estes problemas, o Campeonato Brasileiro com muitos jogos, como atualmente, ainda demoraria décadas para ocorrer. Assim, nos campeonatos seguintes, as equipes também sairiam campeãs com poucos jogos. O Palmeiras, que venceu em 1960, teve apenas quatro duelos; o Santos, pentacampeão entre 1961 e 1965, teve uma média de 4,8 partidas por campeonato; e o Botafogo, quando venceu a última edição da Taça Brasil (1968), entrou em campo sete vezes.

### Unificação
Em 2010, quando a CBF unificou os títulos da Taça Brasil e Torneio Roberto Gomes Pedrosa/Taça de Prata como Campeonato Brasileiro, cogitou-se a inclusão do título de 1937 do Atlético. O presidente do Atlético na época, Alexandre Kalil, não fez a devida protocolização.
Em dezembro de 2021, o Atlético-MG, mediante o Presidente Sérgio Coelho, demonstrou interesse em ter o Torneio dos Campeões de 1937 como edição do Campeonato Brasileiro, mas não fez um pedido formal ainda naquele ano.
Em 25 de agosto de 2023, a CBF oficializou o Torneio dos Campeões como primeira edição do Campeonato Brasileiro, homologando a unificação. O reconhecimento se deu com base em dossiê de mais de 60 páginas, em que anexou-se jornais da época, de diferentes estados, descrevendo o certame como título brasileiro. O tetracampeão Fluminense, que desde 1959 nunca ficou em segundo lugar, passou a também figurar na lista de vice-campeões.
A decisão foi criticada por alguns jornalistas esportivos, como Paulo Vinícius Coelho, Mauro Cezar Pereira e Renato Maurício Prado.

## Participantes
| Equipe           | Cidade                | Estado | Classificação                  |
| ---------------- | --------------------- | ------ | ------------------------------ |
| Aliança          | Campos dos Goytacazes | RJ     | Campeão campista de 1936       |
| Atlético Mineiro | Belo Horizonte        | MG     | Campeão mineiro de 1936        |
| Fluminense       | Rio de Janeiro        | DF     | Campeão carioca de 1936 (LCF)  |
| Liga da Marinha  | Rio de Janeiro        | DF     | Convidada pela FBF             |
| Portuguesa       | São Paulo             | SP     | Campeã paulista de 1936 (APEA) |
| Rio Branco       | Vitória               | ES     | Campeão capixaba de 1936       |

## Fase preliminar
Em itálico, as equipes que possuem o mando de campo no jogo único, em negrito as equipes classificadas.
|  | Primeira fase | Primeira fase   | Primeira fase   |   |  | Segunda fase | Segunda fase | Segunda fase |
|  |               |                 |                 |   |  |              |              |              |
|  | 1             | Rio Branco      | -               |   |  |              |              |              |
|  | 4             |                 | -               |   |  |              |              |              |
|  |               |                 |                 |   |  | Rio Branco   | 2            |              |
|  |               |                 | Liga da Marinha | 0 |  |              |              |              |
|  | 2             | Aliança         | 0               |   |  |              |              |              |
|  | 3             | Liga da Marinha | 2               |   |  |              |              |              |

### Primeira fase
| 6 de janeiro de 1937 | Aliança | 0 – 2 | Liga da Marinha | Campo da Usina, Campos dos Goytacazes (RJ) Árbitro: Roberto Porto |
|                      |         |       | Paranhos · Aldo |                                                                   |

### Segunda fase
| 11 de janeiro de 1937 | Rio Branco | 2 – 0 (pro) | Liga da Marinha | Estádio Governador Bley, Vitória (ES) Árbitro: Roberto Porto |
|                       | Caxambu    |             |                 |                                                              |

## Quadrangular final
| Pos | Equipe           | Pts | J | V | E | D | GP | GC | SG | Classificado |
| --- | ---------------- | --- | - | - | - | - | -- | -- | -- | ------------ |
| 1   | Atlético Mineiro | 9   | 6 | 4 | 1 | 1 | 18 | 11 | +7 | Campeão      |
| 2   | Fluminense       | 6   | 6 | 3 | 0 | 3 | 22 | 16 | +6 | Vice-campeão |
| 3   | Rio Branco       | 5   | 6 | 2 | 1 | 3 | 11 | 20 | −9 |              |
| 4   | Portuguesa       | 4   | 6 | 2 | 0 | 4 | 14 | 18 | −4 |              |

### Partidas
| 10 de janeiro de 1937 | Portuguesa                    | 4 – 1 | Fluminense | Campo do Cambuci, São Paulo (SP) Árbitro: José Fockler |
|                       | Laércio · Aurélio · Joãozinho |       | Hélio      |                                                        |

| 13 de janeiro de 1937 | Fluminense               | 6 – 0 | Atlético Mineiro | Estádio das Laranjeiras, Rio de Janeiro (RJ) Árbitro: Carlos de Oliveira Monteiro |
|                       | Russo · Romeu · Hércules |       |                  |                                                                                   |

| 13 de janeiro de 1937 | Rio Branco                    | 3 – 2 | Portuguesa          | Estádio Governador Bley, Vitória (ES) Árbitro: Theobaldo Santos |
|                       | Caxambu · Lacínio · Pereira · |       | Joãozinho · Aurélio |                                                                 |

| 17 de janeiro de 1937 | Rio Branco | 1 – 1 | Atlético Mineiro   | Estádio Governador Bley, Vitória (ES) Árbitro: Alcebíades Monjardim |
|                       | Pereira    |       | Alfredo Bernardino |                                                                     |

| 20 de janeiro de 1937 | Fluminense                                | 6 – 2 | Portuguesa            | Estádio das Laranjeiras, Rio de Janeiro (RJ) Árbitro: Guilherme Gomes |
|                       | Brant · Sobral · Russo · Romeu · Hércules |       | Laércio · Paschoalino |                                                                       |

| 24 de janeiro de 1937 | Rio Branco                | 4 – 3 | Fluminense    | Estádio Governador Bley, Vitória (ES) Árbitro: Carlos de Oliveira Monteiro |
|                       | Caxambu · Alcyr · Lacínio |       | Russo · Romeu |                                                                            |

| 24 de janeiro de 1937 | Atlético Mineiro           | 5 – 0 | Portuguesa | Estádio de Lourdes, Belo Horizonte (MG) Árbitro: Abílio Lopes de Almeida |
|                       | Paulista · Duilio (contra) |       |            |                                                                          |

| 28 de janeiro de 1937 | Fluminense                      | 5 – 2 | Rio Branco            | Estádio das Laranjeiras, Rio de Janeiro (DF) Árbitro: Roberto Porto |
|                       | Lara · Russo · Romeu · Hércules |       | Lacínio · Marcionillo |                                                                     |

| 31 de janeiro de 1937 | Atlético Mineiro            | 4 – 1 | Fluminense | Estádio de Lourdes, Belo Horizonte (MG) Árbitro: João Rodrigues Filho |
|                       | Nicola · Alfredo · Paulista |       | Vicentino  |                                                                       |

| 31 de janeiro de 1937 | Portuguesa                        | 4 – 0 | Rio Branco | Campo do Cambuci, São Paulo (SP) Árbitro: Carlos Rustidelli |
|                       | Joãozinho · Paschoalino · Mundico |       |            |                                                             |

| 3 de fevereiro de 1937 | Atlético Mineiro                    | 5 – 1 | Rio Branco | Estádio de Lourdes, Belo Horizonte (MG) Árbitro: Júlio Corrêa de Melo |
|                        | Guará · Paulista · Nicola · Bazzoni |       | Lacínio    |                                                                       |

| 14 de fevereiro de 1937 | Portuguesa       | 2 – 3 | Atlético Mineiro | Campo do Cambuci, São Paulo (SP) Árbitro: José Fockler |
|                         | Aurélio · Heitor |       | Guará · Paulista |                                                        |

## Premiação
| Campeonato Brasileiro de Futebol de 1937 |
| Minas Gerais                             |
| ---------------------------------------- |
| ATLÉTICO MINEIRO Campeão (1° título)     |

## Classificação geral
A classificação geral é determinada através da fase em que o time alcançou e a sua pontuação, levando em conta os critérios de desempate.
| Pos.                          | Equipe           | Pts | J | V | E | D | GP | GC | SG |
| ----------------------------- | ---------------- | --- | - | - | - | - | -- | -- | -- |
| Quadrangular final            |                  |     |   |   |   |   |    |    |    |
| 1                             | Atlético Mineiro | 9   | 6 | 4 | 1 | 1 | 18 | 11 | +7 |
| 2                             | Fluminense       | 6   | 6 | 3 | 0 | 3 | 22 | 16 | +6 |
| 3                             | Rio Branco       | 7   | 7 | 3 | 1 | 3 | 13 | 20 | –7 |
| 4                             | Portuguesa       | 4   | 6 | 2 | 0 | 4 | 14 | 18 | –4 |
| Eliminados na fase preliminar |                  |     |   |   |   |   |    |    |    |
| 5                             | Liga da Marinha  | 2   | 2 | 1 | 0 | 1 | 2  | 2  | 0  |
| 6                             | Aliança          | 0   | 1 | 0 | 0 | 1 | 0  | 2  | −2 |

## Artilheiros
| Gols | Jogador  | Clube       |
| ---- | -------- | ----------- |
| 8    | Paulista | Atlético-MG |
| 7    | Russo    | Fluminense  |
| 6    | Hércules | Fluminense  |
| 5    | Caxambu  | Rio Branco  |

## Repercussão

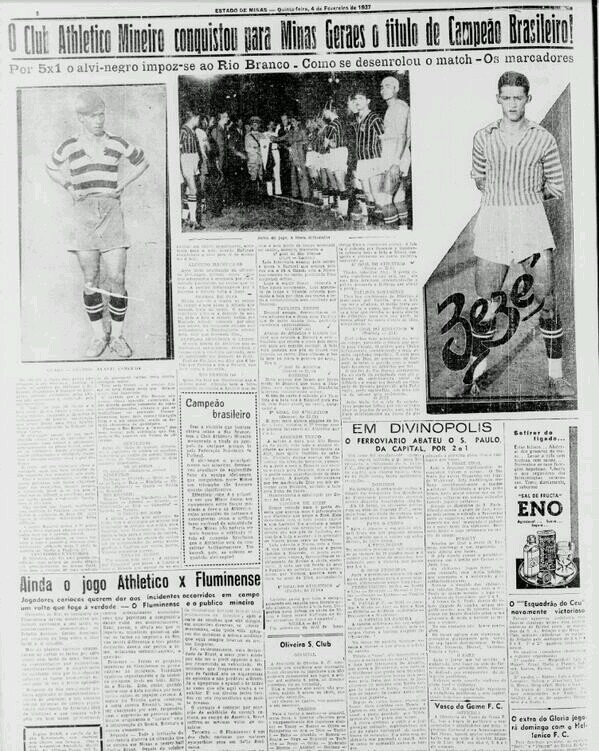
Manchete do Estado de Minas, de 4 de fevereiro de 1937, considerando a conquista do Atlético como um Campeonato Brasileiro.
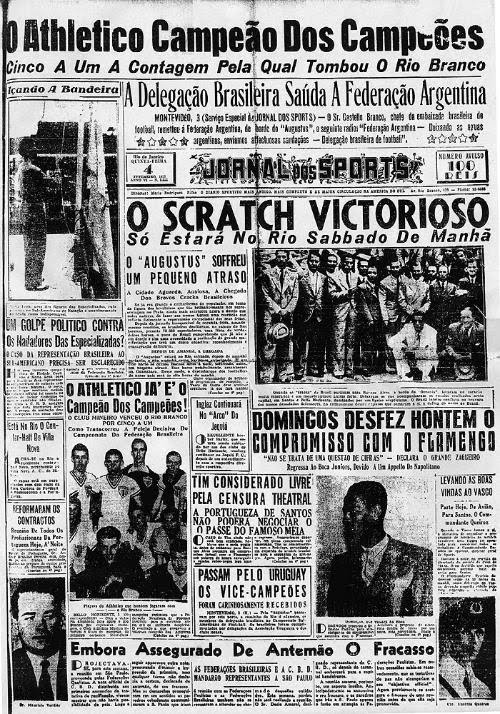
“Atlético Campeão dos Campeões”, anuncia o Jornal dos Sports do Rio de Janeiro em 4 de fevereiro de 1937.
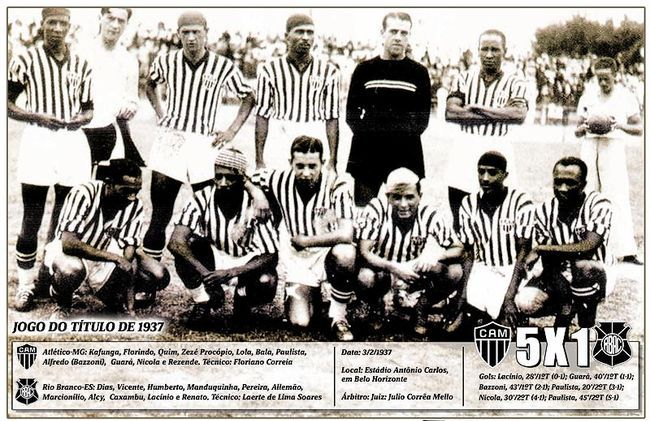
Time do Atlético, Campeão Brasileiro de 1937: Estado de Minas, 4 de fevereiro de 1937.

O Globo, destacando a conquista do Atlético em 1937:
| “ | O Atlético Mineiro é, desde ontem à noite, o Campeão dos Campeões. Notável e digno é, sem dúvida, o feito do prestigioso clube das alterosas. Competindo com equipes valorosas, todas campeãs estaduais, e onde se destacava como franco favorito o Fluminense, campeão carioca. O Atlético, produzindo destacadas performances, conseguiu sagrar-se campeão mesmo antes de ter cessado a sua campanha na competição. | ” |

Os principais jornais da época trataram o Atlético como "campeão brasileiro" em fevereiro de 1937.
O jornal O Dia, do Paraná citou:
| “ | O Atlético Mineiro derrotando ante-ontem o Rio Branco sagrou-se campeão brasileiro de futebol de 1937 por parte da Federação Brasileira de Futebol" em 14 de fevereiro de 1937. | ” |

O Jornal A Tribuna (SP) noticiou:
| “ | Para Minas não poderia ser mais honroso o cobiçado titulo de campeão brasileiro que o Athlético vem de conquistar brilhantemente. | ” |

O Correio da Manhã (RJ):
| “ | Realizase hoje à noite no stadium Antonio Carlos, o grande encontro de fotball entre o Atlético e o Rio Branco, campeão do Espírito Santo. Os jornais salientam a importância da peleja, pois, victorioso, o Athletico será acclamado campeão do Brasil. | ” |

- O Correio da Manhã, trouxe durante toda a disputa, chamando como tal, a tabela do ‘Campeonato Brasileiro’ em suas páginas.

Em São Paulo, o Correio de S. Paulo, trazia em sua capa:
| “ | Triunfaram os campeões brasileiros | ” |

Após a conquista, o técnico do Atlético, Floriano Peixoto, dava entrevistas e era tratado como o treinador do campeão brasileiro de 1937. “Sinto-me satisfeito em ter levado para Minas o primeiro campeonato nacional. E o Atlético, o líder dos clubes montanheses, bem mereceu tão honroso título", afirmou Peixoto, 1937.
Em dezembro de 1950, antes da partida contra o Stade Français no Parc des Princes, o Le Monde estampou em seu caderno de esportes: “Stade Français, contra o campeão brasileiro”, em referência ao título de 37.
Quando o Atlético conquistou o Campeonato Brasileiro de 1971, meios de comunicação apontavam que se tratava do segundo título nacional do clube.

### Citação no Hino
O título está eternizado no Hino do Atlético-MG, composto em 1969, por Vicente Mota:
| “ | Nós somos Campeões dos Campeões, somos o orgulho do esporte nacional. | ” |